# 378917 Stefankarge
378917 Stefankarge este o planetă minoră (asteroid) din centura de asteroizi. A fost descoperită pe 28 octombrie 2008 la Mayhill⁠(d) de Erwin Schwab⁠(d) și a fost numită după Stefan Karge⁠(d). 
Obiectul prezintă o orbită caracterizată de o semiaxă mare de 2,9414425899854 UAi, o excentricitate de 0,13, o înclinație de 5,5 ° în raport cu ecliptica.